# Rancheria River
Der Rancheria River ist ein etwa 190 km langer rechter Nebenfluss des Liard River im äußersten Süden des kanadischen Yukon-Territoriums.

## Flusslauf
Der Rancheria River hat seinen Ursprung in einem kleinen namenlosen See in den nördlichen Cassiar Mountains. Er strömt anfangs in südlicher Richtung unweit der Nordamerikanischen kontinentalen Wasserscheide. Er durchströmt die Northwind Lakes und wenig später den Daughney Lake. Anschließend wendet er sich nach Osten und fließt nördlich der Provinzgrenze zu British Columbia. Der Yukon Highway 1 (Alaska Highway) zwischen Swift River und Watson Lake verläuft über eine Strecke von 55 km entlang dem nördlichen Flussufer. Der wichtigste Nebenfluss, der Little Rancheria River, trifft von Süden kommend auf den Fluss. Der Rancheria River mündet schließlich 20 km nordwestlich von Watson Lake in den Liard River. 
Der Rancheria River wird von Kajakfahrern und Kanuten zum Wassersport genutzt.